# يس (فريق روك)

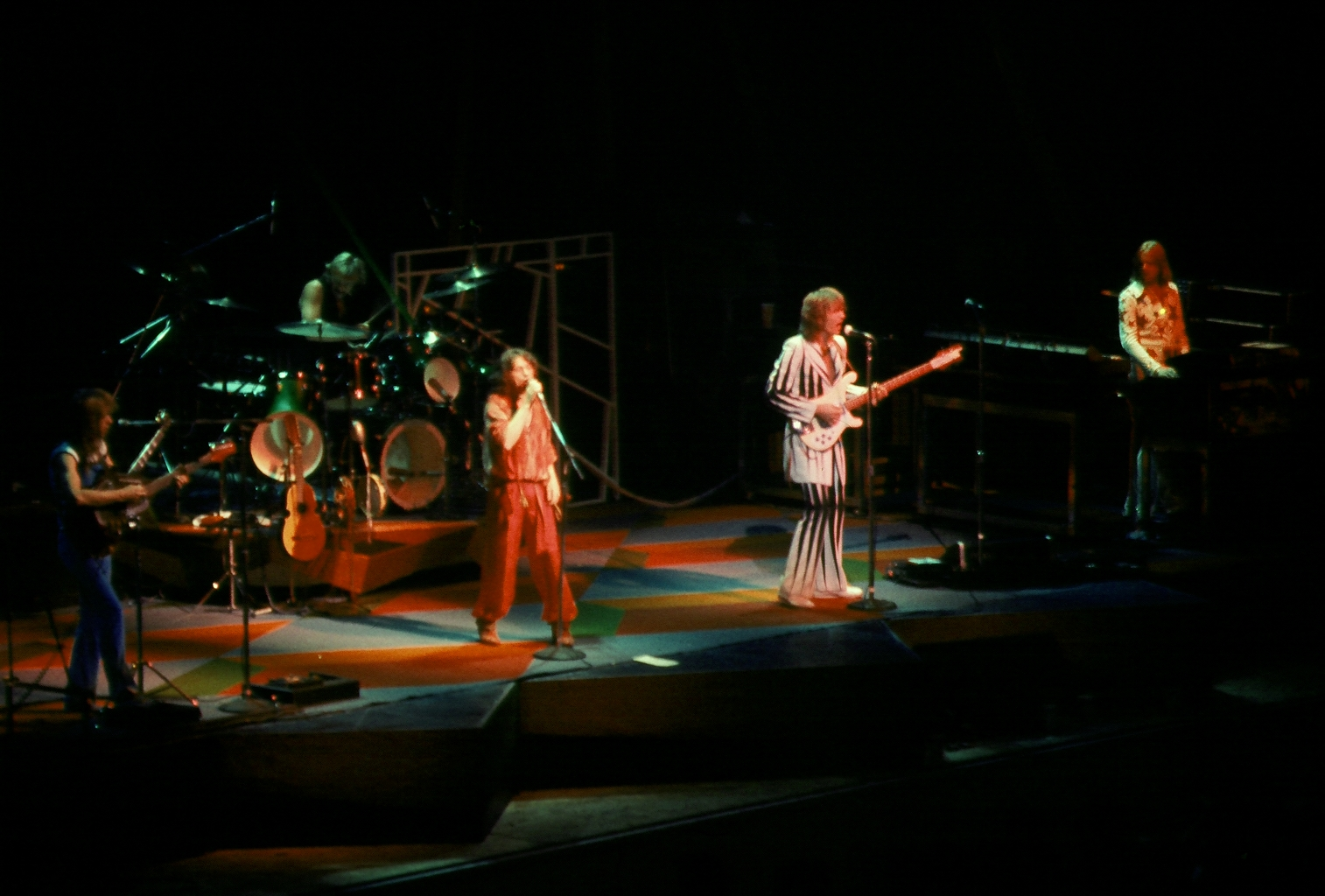
فريق (يس)

يس (بالإنجليزية: Yes) فريق روك تقدمي (بروجريسيف روك progressive rock) بريطاني تشكل في لندن عام 1968 على يد المغني جون أندرسون وعازف الجيتار كريس سكوير وعازف الجيتار بيتر بانكس وعازف لوحة المفاتيح توني كاي وعازف الطبول بيل بروفورد. مر الفريق بتشكيلات عديدة عبر تاريخها، حيث انضم تسعة عشر موسيقيًا أعضاء متفرغين. منذ يونيو 2015، تألف من عازف الجيتار ستيف هاو، عازف الدرامز آلان وايت، عازف لوحة المفاتيح جيف داونز، المغني جون دافيسون، وعازف الجيتار بيلي شيروود. استكشف فريق «يس» العديد من الأساليب الموسيقية على مر السنين، وأبرزها أنها تعتبر من رواد موسيقى الروك التقدمي.
سنوات النشاط: (1968 - 1981)، (1983 - 2004)، (2008 إلى الوقت الحالي).

## أعضاء الفريق الحاليين
ستيف هاو: جيتار - غناء (1970-1981 ، 1990-1992 ، 1995 إلى الوقت الحاضر) 
آلان وايت: طبول - إيقاع - بيانو (1972-1981 ، 1983 حتى الآن)
جيف داونز: لوحات المفاتيح (كيبورد) (1980-1981 ، 2011 إلى الوقت الحاضر)
بيلي شيروود: جيتار باس (2015 إلى الوقت الحاضر) - غناء (1997-2000، 2015 إلى الوقت الحاضر)، جيتارات (1997-2000) ، لوحات المفاتيح (1997-1998)؛ بجولة 1994.
جون دافيسون: غناء رئيسي - جيتار أكوستيك - إيقاع - لوحات مفاتيح (2012 إلى الوقت الحاضر)
جاي شيلين:  طبول - إيقاع (2021 حتى الآن) بجولة 2016-2021.

## البومات الفريق
يس (1969) Yes 
الوقت والكلمة (1970) Time and a Word 
ألبوم يس (1971) The Yes Album
هش (1971) Fragile
على مقربة من الحافة (1972) Close to the Edge
حكايات من المحيطات الطبوغرافية (1973) Tales from Topographic Oceans
ريلاير (1974) Relayer
الذهاب إلى واحد (1997) Going for the One
تورماتو (1978) Tormato
دراما (1980) Drama
90125 (1983) 
مولد كبير (1987) Big Generator 
الاتحاد (1991) Union 
نقاش (1994) Talk
مفاتيح الصعود (1996) Keys to Ascension 
مفاتيح الصعود 2 (1997) Keys to Ascension 2 
افتح عينيك (1997) Open Your Eyes
السلم (1999) The Ladder
التكبير (2001) Magnification 
يطير من هنا (2011) Fly from Here 
الجنة والأرض (2014) Heaven & Earth 
السعي (2021) The Quest 

## وصلات خارجية
http://www.yesworld.com/ يس (فريق روك)
https://www.songfacts.com/facts/yes يس (فريق روك)
https://www.youtube.com/watch?v=SVOuYquXuuc يس (فريق روك)
https://www.youtube.com/watch?v=DwPWGUhEtP0 يس (فريق روك)
https://www.youtube.com/watch?v=uJM7TdshUbw يس (فريق روك)
https://www.youtube.com/watch?v=La9Me7alNqA يس (فريق روك)
https://www.youtube.com/watch?v=51oPKLSuyQY يس (فريق روك)